# 760
El 760 (DCCLX) fou un any de traspàs començat en dimarts del calendari julià.

## Esdeveniments
- S'abandona la ciutat maia de Dos Pilas.
- Pipí I el Breu comença la conquesta d'Aquitània

## Naixements
- Teodulf d'Orleans, bisbe d'Orleans. Sant de l'Església Catòlica.